# Cadena de hash
Una cadena hash o cadena de hash está formada por la sucesiva aplicación de una función hash criptográfica a un bloque de datos.

## Definición formal
Una cadena hash es la sucesiva aplicación de una función hash criptográfica {\displaystyle h(x)} a una cadena {\displaystyle x}.
Por ejemplo,
{\displaystyle h(h(h(h(x))))}
Es la cadena hash de longitud 4, frecuentemente denotada por {\displaystyle h_{4}(x)} o simplemente {\displaystyle h_{4}}

## Aplicaciones
En el campo de la seguridad se usan para crear métodos de autenticación con contraseña de un solo uso a partir de una sola clave (por ejemplo el Esquema de Lamport). Si n es la longitud de la cadena de hash usada entonces primero se usa {\displaystyle h_{n}}, luego {\displaystyle h_{n-1}}, luego {\displaystyle h_{n-2}}, luego,...